# السياج (رواية)
السياج (بالإنجليزية: The Enclosure)‏ هي رواية للكاتبة البريطانية سوزان هيل، نشرت عام 1961، لأول مرة عن دار نشر هاتشنسون. وقد كتبت هيل هذه الرواية عندما كان عمرها 15 عاماً

## تقديم
هي بداية رائعة لسوزان هيل ، تتناول موضوعًا معقدًا. تتمحور هذه الرواية حول العلاقة بين فيرجينيا وجاي، وهي عبارة عن دراسة في خداع الذات. فيرجينيا روائية في منتصف العمر، وجاي ممثل طموح. نُشرت هذه الرواية قبل عقود من ظهور روايتها "المرأة ذات الرداء الأسود" و"الضباب في المرآة" و"أنا ملك القلعة".

## انظر ايضاً
- اليد الصغيرة (رواية)
- الضباب في المرأة (رواية)
- لقاء عريب (رواية)
- طائر الليل (رواية)
- تغيير للأفضل (رواية)